# موت مفاجئ غير مفسر في مرحلة الطفولة
الموت الفجائي غير المُبرَّر في مرحلة الطفولة (SUDC) هو موت طفل يتجاوز عمره 12 شهرًا دون معرفة السبب في ذلك حتى بعد التشريح والفحص الدقيق. لم يُجر عدد كافٍ من الأبحاث للتعرف على عوامل الخطر، أو الخصائص المشتركة، أو إستراتيجيات الوقاية فيما يتعلق بهذا النوع من الموت.

## معلومات عامة
يتشابه الموت الفجائي غير المُبرَّر في مرحلة الطفولة (SUDC) من حيث المفهوم مع متلازمة موت الرضع الفجائي (SIDS). فكلاهما تشخيص بالاستثناء، والعَرَض الثابت لهما هو الموت. لكن متلازمة موت الرضع الفجائي (SIDS) تشخيص خاص بالأطفال الرضع تحت سن 12 شهرًا، والموت الفجائي غير المبرَّر في مرحلة الطفولة (SUDC) هو تشخيص للأطفال الذين يبلغون من العمر 12 شهرًا أو أكثر. وبما أن الأسباب وراء كلا النوعين من الموت لا تزال غير معلومة، فليس من الممكن بعد تحديد ما إذا كانت العوامل المتسببة فيهما واحدة أم لا.
في مؤتمر التحالف الوطني لمكافحة متلازمة موت الرضع الفجائي (SIDS)، الذي عُقِد في أتلانتا بولاية جورجيا في عام 1999، قدم الدكتور هنري كروس عرضًا تقديميًا بعنوان «هل تتزايد معدلات الموت الفجائي في مرحلة ما بعد الرضاعة؟» وأدى ذلك إلى بداية مشروع الأبحاث المتعلقة بالموت الفجائي غير المُبرَّر في مرحلة الطفولة (SUDC) في سان دييغو. ونُشِر أول تعريف للموت الفجائي غير المُبرَّر في مرحلة الطفولة (SUDC) في عام 2005 في علم أمراض النمو والطفولة.

## فرضيات
ذكرت دكتور وييس - ماير، الباحثة في متلازمة موت الرضع الفجائي (SIDS) في المركز الطبي بجامعة راش، أنها ترغب في اكتشاف العلاقة المحتملة بين الموت الفجائي غير المُبرَّر في مرحلة الطفولة وإحدى المتلازمات الفطرية التي تحول دون تمكن الجسم من التنفس على نحو طبيعي، وهي متلازمة نقص التنفس الخلقية المركزية.
كما يستكشف الباحثون في بوسطن بولاية ماساتشوسيتس العلاقة المحتملة بين الموت الفجائي غير المُبرَّر عند الأطفال الصغار، والنوبات الحموية، والاضطرابات الحصينية.

## علم الأوبئة
الموت الفجائي غير المُبرَّر في مرحلة الطفولة (SUDC) أمر نادر. فتشير التقارير في الولايات المتحدة إلى 1.2 حالة وفاة بهذه الحالة بين كل 100000 طفل، في حين يبلغ عدد الوفيات بمتلازمة موت الرضع الفجائي (SIDS) 54 حالة بين كل 100000 مولود.
وقعت حالات الموت الفجائي غير المُبرَّر في مرحلة الطفولة في الأماكن التالية:
- الموت في المنزل، التاريخ موضح: 79%
- المهد أو سرير الوليد: 54%
- سرير شخص بالغ: 36%

الأوضاع التي وضِع أو وجِد الطفل عليها عند الوفاة:
- وضِع مستلقيًا على ظهره، أو على جانبه، أو منقلبًا على وجهه*: 10%، 2%، 3%
- وجِد منقلبًا على وجهه: 89%
- وضع الوجه الذي وجِد عليه الطفل: بالأسفل، بالجانب: 10%، 8%
- نائم مع أحد الوالدين، يتصبب عرقًا: 3%، 1%

*ينطبق فقط على أصغر الأطفال سنًا